# Christlich-Soziale Arbeitervereine
Christlich-Soziale Arbeitervereine (teilweise auch Christlich-Soziale Vereine) waren in den 1860/70er Jahren entstandene Arbeitervereine mit dem Schwerpunkt am Niederrhein und im Ruhrgebiet. Geschwächt durch Kulturkampf und Sozialistengesetz gingen sie seit den 1880er Jahren meist in den katholischen Arbeitervereinen auf. Sie sind nicht zu verwechseln mit späteren ähnlich klingenden Organisationen und Parteien. Insbesondere bestand keine Beziehung zur christlich-sozialen Bewegung von Adolf Stoecker, die vornehmlich protestantische Kreise ansprach.   

## Geschichte
Nicht zuletzt auf Basis der sozialreformerischen Überlegungen von Wilhelm Emmanuel von Ketteler, der ein Eingreifen des Staates zur Lösung der sozialen Frage forderte, gründeten in den 1860/70er Jahren sozial gesinnte katholische Geistliche („rote Kapläne“) christlich-soziale Arbeitervereine. Ein erster Verein entstand 1860 in Essen, es folgten unter anderem Eschweiler und Dortmund (1864), Düren (1865), Düsseldorf und Wattenscheid (1867), Jülich (1868), Aachen und Gelsenkirchen (1869). Die christlich-sozialen Arbeitervereine waren offiziell überkonfessionell, organisierten aber in der Regel Katholiken. Ihre evangelischen Mitglieder stießen sich an der katholischen Ausrichtung der christlich-sozialen Verbände, was seit 1882 zur Gründung von evangelischen Arbeitervereinen führte. Strikt abgelehnt wurde eine Mitgliedschaft von Sozialdemokraten. 
Die Vereine widmeten sich der religiösen-sittlichen Unterweisung und der gegenseitigen Selbsthilfe. Über den darüber hinausgehenden Charakter der Vereine gibt es in der Literatur teilweise unterschiedliche Ansichten. Folgt man Herbert Hömig, waren die Christlich-Sozialen Vereine in Süddeutschland stärker politisch aktiv, während sie im Ruhrgebiet, am Niederrhein und an der Saar mit Blick auf das preußische Vereinsgesetz zurückhaltender waren.
Anders sieht es etwa Klaus Tenfelde. Im Gegensatz zu den später unter der Ägide von Franz Hitze gegründeten katholischen Arbeitervereinen hatten die christlich-sozialen Arbeitervereine gewerkschaftsähnliche Züge und lehnten etwa Streiks nicht ab. Sie waren kritisch hinsichtlich den Verhältnissen in den Betrieben, der Gesellschaft und gegenüber Unternehmern und Staat. Zur Politisierung beigetragen hatten die Erfolge des ADAV im westlichen Ruhrgebiet. Dem wollte die Vereine eine christlich-katholische Werte verstärkt um ein starkes soziales Element entgegensetzen.
Besonders weit ging die Politisierung im 1869 gegründeten christlich-sozialen Arbeiterverein zum heiligen Paulus zu Aachen und Burtscheid. Der Verein hatte sozialistische und gewerkschaftliche Züge mit rasch über 1000  Mitgliedern. Ihr Vorsitzender, ein Kaplan Cronenberg, trat in den 1870er Jahren als Reichstagskandidat an. Nach dessen Verhaftung 1877 brach dieser Verein zusammen.
Im Jahr 1868 wurde auf einer ersten größeren Versammlung ein Centralvorstand gebildet. Die Vereine verfügten mit den christlich-sozialen Blättern über ein eigenes Publikationsorgan. In diesen wurde immer wieder ein Arbeitsrecht und damit Ansätze zur Lösung der sozialen Frage mit rechtlichen Mitteln gefordert. Die Forderungen nach Staatsinterventionismus waren in der Kirche noch kein Allgemeingut und stand auch im Kontrast zur Politik der Zentrumspartei.
Allein im Ruhrgebiet hatten sie Mitte der 1870er Jahre 30.000 Mitglieder. Die Vereine blieben regional beschränkt. Sie litten unter den Auswirkungen des Kulturkampfes und später erschwerte das Sozialistengesetz ihre Tätigkeit. Die Zahl ihrer Mitglieder ging auf etwa 10.000 in 52 Vereinen zurück. Die Vereine verloren an Bedeutung und gingen zumeist in den katholischen Arbeitervereinen auf.